# Veyrier-du-Lac
Veyrier-du-Lac is een gemeente in het Franse departement Haute-Savoie (regio Auvergne-Rhône-Alpes) en telt 2063 inwoners (1999). De plaats maakt deel uit van het arrondissement Annecy.

## Geografie
De gemeente ligt aan het Meer van Annecy. De oppervlakte van Veyrier-du-Lac bedraagt 8,2 km², de bevolkingsdichtheid is 251,6 inwoners per km².
De onderstaande kaart toont de ligging van Veyrier-du-Lac met de belangrijkste infrastructuur en aangrenzende gemeenten.

## Demografie
Onderstaande figuur toont het verloop van het inwonertal (bron: INSEE-tellingen).